# Shibi Shuiku (reservoar i Kina, Fujian)
Shibi Shuiku (kinesiska: 石壁水库) är en reservoar i Kina. Den ligger i provinsen Fujian, i den sydöstra delen av landet, omkring 170 kilometer sydväst om provinshuvudstaden Fuzhou. Shibi Shuiku ligger 63 meter över havet. Arean är 2,0 kvadratkilometer. I omgivningarna runt Shibi Shuiku växer i huvudsak städsegrön lövskog. Den sträcker sig 2,9 kilometer i nord-sydlig riktning, och 2,4 kilometer i öst-västlig riktning.
Genomsnittlig årsnederbörd är 1 457 millimeter. Den regnigaste månaden är maj, med i genomsnitt 254 mm nederbörd, och den torraste är oktober, med 8 mm nederbörd.